# Maniquí gorjanegre
El maniquí gorjanegre (Lonchura kelaarti) és un ocell de la família dels estríldids (Estrildidae).

## Hàbitat i distribució
Habita praderies, camps d'arròs i boscos als turons del sud de l'Índia i Sri Lanka.